# Cedral (San Luis Potosí)
Cedral es una localidad del estado mexicano de San Luis Potosí, cabecera del municipio homónimo.

## Geografía
Se encuentra en la ubicación 23°49′18″N 100°43′19″O / 23.82167, -100.72194, a una altitud de 1700 m s. n. m. La zona urbana ocupa una superficie de 6.212 km².
| Parámetros climáticos promedio de Normal del Desierto, Cedral, San Luis Potosí (1991-2020) | Parámetros climáticos promedio de Normal del Desierto, Cedral, San Luis Potosí (1991-2020) | Parámetros climáticos promedio de Normal del Desierto, Cedral, San Luis Potosí (1991-2020) | Parámetros climáticos promedio de Normal del Desierto, Cedral, San Luis Potosí (1991-2020) | Parámetros climáticos promedio de Normal del Desierto, Cedral, San Luis Potosí (1991-2020) | Parámetros climáticos promedio de Normal del Desierto, Cedral, San Luis Potosí (1991-2020) | Parámetros climáticos promedio de Normal del Desierto, Cedral, San Luis Potosí (1991-2020) | Parámetros climáticos promedio de Normal del Desierto, Cedral, San Luis Potosí (1991-2020) | Parámetros climáticos promedio de Normal del Desierto, Cedral, San Luis Potosí (1991-2020) | Parámetros climáticos promedio de Normal del Desierto, Cedral, San Luis Potosí (1991-2020) | Parámetros climáticos promedio de Normal del Desierto, Cedral, San Luis Potosí (1991-2020) | Parámetros climáticos promedio de Normal del Desierto, Cedral, San Luis Potosí (1991-2020) | Parámetros climáticos promedio de Normal del Desierto, Cedral, San Luis Potosí (1991-2020) | Parámetros climáticos promedio de Normal del Desierto, Cedral, San Luis Potosí (1991-2020) |
| Mes                                                                                        | Ene.                                                                                       | Feb.                                                                                       | Mar.                                                                                       | Abr.                                                                                       | May.                                                                                       | Jun.                                                                                       | Jul.                                                                                       | Ago.                                                                                       | Sep.                                                                                       | Oct.                                                                                       | Nov.                                                                                       | Dic.                                                                                       | Anual                                                                                      |
| ------------------------------------------------------------------------------------------ | ------------------------------------------------------------------------------------------ | ------------------------------------------------------------------------------------------ | ------------------------------------------------------------------------------------------ | ------------------------------------------------------------------------------------------ | ------------------------------------------------------------------------------------------ | ------------------------------------------------------------------------------------------ | ------------------------------------------------------------------------------------------ | ------------------------------------------------------------------------------------------ | ------------------------------------------------------------------------------------------ | ------------------------------------------------------------------------------------------ | ------------------------------------------------------------------------------------------ | ------------------------------------------------------------------------------------------ | ------------------------------------------------------------------------------------------ |
| Temp. máx. abs. (°C)                                                                       | 32.0                                                                                       | 36.0                                                                                       | 37.0                                                                                       | 39.0                                                                                       | 40.0                                                                                       | 40.0                                                                                       | 40.0                                                                                       | 36.0                                                                                       | 38.0                                                                                       | 37.0                                                                                       | 33.0                                                                                       | 31.0                                                                                       | 40.0                                                                                       |
| Temp. máx. media (°C)                                                                      | 21.4                                                                                       | 24.4                                                                                       | 27.6                                                                                       | 30.5                                                                                       | 32.4                                                                                       | 31.4                                                                                       | 30.2                                                                                       | 30.4                                                                                       | 28.5                                                                                       | 27.2                                                                                       | 24.4                                                                                       | 21.9                                                                                       | 27.5                                                                                       |
| Temp. media (°C)                                                                           | 11.6                                                                                       | 14.0                                                                                       | 16.8                                                                                       | 19.6                                                                                       | 22.1                                                                                       | 22.6                                                                                       | 21.8                                                                                       | 22.0                                                                                       | 20.7                                                                                       | 18.5                                                                                       | 15.2                                                                                       | 12.4                                                                                       | 18.1                                                                                       |
| Temp. mín. media (°C)                                                                      | 1.8                                                                                        | 3.5                                                                                        | 5.9                                                                                        | 8.8                                                                                        | 11.8                                                                                       | 13.9                                                                                       | 13.5                                                                                       | 13.5                                                                                       | 13.0                                                                                       | 9.7                                                                                        | 6.1                                                                                        | 2.8                                                                                        | 8.7                                                                                        |
| Temp. mín. abs. (°C)                                                                       | -10.0                                                                                      | -11.0                                                                                      | -7.0                                                                                       | -5.0                                                                                       | 3.0                                                                                        | 4.0                                                                                        | 6.0                                                                                        | 5.0                                                                                        | 1.5                                                                                        | -3.0                                                                                       | -10.0                                                                                      | -10.0                                                                                      | -11.0                                                                                      |
| Precipitación total (mm)                                                                   | 10.8                                                                                       | 17.9                                                                                       | 12.0                                                                                       | 15.6                                                                                       | 35.0                                                                                       | 47.8                                                                                       | 43.9                                                                                       | 50.1                                                                                       | 70.9                                                                                       | 24.2                                                                                       | 14.8                                                                                       | 8.8                                                                                        | 351.8                                                                                      |
| Días de lluvias (≥ 1 mm)                                                                   | 2.0                                                                                        | 2.1                                                                                        | 1.9                                                                                        | 3.2                                                                                        | 6.8                                                                                        | 6.7                                                                                        | 7.4                                                                                        | 8.3                                                                                        | 9.2                                                                                        | 4.3                                                                                        | 2.2                                                                                        | 1.8                                                                                        | 55.9                                                                                       |
| Fuente: Comisión Nacional del Agua                                                         |                                                                                            |                                                                                            |                                                                                            |                                                                                            |                                                                                            |                                                                                            |                                                                                            |                                                                                            |                                                                                            |                                                                                            |                                                                                            |                                                                                            |                                                                                            |

## Demografía
Según los datos registrados en el censo de 2020, la población de Cedral es de 12 807 habitantes, lo que representa un crecimiento promedio de 1.1% anual en el período 2010-2020 sobre la base de los 11 468 habitantes registrados en el censo anterior. Al año 2020 la densidad poblacional era de 2062 hab/km².
| Gráfica de evolución demográfica de Cedral entre 2000 y 2020      |
|                                                                   |
| Fuente: Instituto Nacional de Estadística Geografía e Informática |

En 2020 el 48.2% de la población (6168 personas) eran hombres y el 51.8% (6639 personas) eran mujeres. El 64.8% de la población, (8302 personas), tenía edades comprendidas entre los 15 y los 64 años.
La población de Cedral está mayoritariamente alfabetizada, (2.65% de personas mayores de 15 años analfabetas, según relevamiento del año 2020), con un grado de escolaridad en torno a los 10 años. Solo el 0.31% de la población se reconoce como indígena. 

El 89% de los habitantes de Cedral profesa la religión católica.
En el año 2010 estaba clasificada como una localidad de grado bajo de vulnerabilidad social. Según el relevamiento realizado, 3080 personas de 15 años o más no habían completado la educación básica, —carencia conocida como rezago educativo—, y 1732 personas no disponían de acceso a la salud.

## Hermanamientos
- Texas Alton (2005)[11][12]
- Illinois Chicago Heights[13]